# Irma Rauš
Irma Jakovlenka Rauš (in russo Ирма Яковлевна Рауш?; in tedesco Irma Rausch; Saratov, 21 aprile 1938) è un'attrice e regista sovietica appartenente al gruppo etnico dei tedeschi del Volga.

## Filmografia parziale

### Regista
- L'infanzia di Ivan (Ivanovo detstvo), regia di Andrej Tarkovskij (1962)
- Krest'janskij syn (1975)
- Skazka, rasskazannaja noč'ju (1981)